# Bombomyia vertebralis
Bombomyia vertebralis är en tvåvingeart som först beskrevs av Dufour 1833.  Bombomyia vertebralis ingår i släktet Bombomyia och familjen svävflugor.
Artens utbredningsområde är Spanien. Inga underarter finns listade i Catalogue of Life.